# Paradigmă
Paradigma este o construcție mentală larg acceptată, care oferă unei comunități sau unei societăți pe perioadă îndelungată o bază pentru crearea unei identități de sine (a activității de cercetare de exemplu) și astfel pentru rezolvarea unor probleme sau sarcini.
Alte semnificații ale termenului „paradigmă” există în Micul dicționaR enciclopedic : „Ansamblul formelor flexionare ale unui cuvânt”  și de asemenea „Tablou al formelor unui cuvânt dat ca  model pentru flexiunea unei părți de vorbire sau a unei clase din caxdrul unei părți de vorbire.” În lingvistica matematică și alte discipline formale, paradigma este un enunț de tip axiomatic și operațional ce este luat ca bază în elaborarea științifică. Paradigmatic este ceea ce ține de organizarea anumitor modele ale frazelor discursului și de tipul de modulare prin declinări, conjugări, acorduri etc.
La Thomas Kuhn baza practicii cercetării și a consensului într-o știință care a atins stadiul maturității nu este teoria științifică, ci ceva mai complex, paradigma. Kuhn argumentează că cercetarea științifică în disciplinele care au ajuns în acest stadiu nu este condusă în primul rând de teorii și reguli metodologice generale, ci de experiențe împărtășite în comun, ce sunt încastrate în paradigme.
Paradigmele înțelese ca realizări științifice exemplare, ca exemple concrete de formulări și soluții ale problemelor științifice, sunt baza acelui acord al oamenilor de știință asupra fundamentelor, ce distinge orice cercetare științifică matură.
Paradigmele sunt realizări științifice universal recunoscute care, pentru o perioadă, oferă probleme și soluții model unei comunități de practicieni.
Ca realizări științifice care oferă modele de formulare și rezolvare de probleme unui grup de cercetători, constituie entități complexe ce cuprind elemente de natură teoretică, instrumentală și metodologică. Cunoașterea cuprinsă într-o paradigmă este în mare măsură una tacită. Formularea și rezolvarea de probleme pe baza cunoașterii tacite cuprinse în paradigme constituie ceea ce Kuhn numește „știință normală” sau „cercetare normală”.
Regulile derivă din paradigme, dar paradigmele pot ghida cercetarea chiar în lipsa regulilor.
Paradigma este adesea folosit pentru a descrie sistemul de referință care determină felul în care percepem lumea. Termenul este de regulă folosit pentru a descrie o stare de spirit generală a unei persoane. Avantajul paradigmelor constă în faptul că ele acționează ca un filtru decisiv, oferindu-ne un soi de stenogramă cognitivă, o metodă de a gestiona rapid complexitatea informațiilor din lumea înconjurătoare. Și ca să folosim din nou analogia creierului asemenea unui burete care absoarbe informațiile din jurul lui, fără paradigme creierul nu ar putea controla fluxul continuu de informații pe care le are la dispoziție. El nu se poate descurca cu dimensiunea și complexitatea cantităților uriașe de informații și să se folosească de ele în mod eficient.
Dezavantajele paradigmelor constă în faptul că ele se comportă ca niște căști pentru o realitate virtuală, determinând pe ce anume să ne concentrăm și limitându-ne viziunea asupra lumii înconjurătoare.

## Vezi și
- Revoluția copernicană